# Selaginella arenicola
Selaginella arenicola là một loài dương xỉ trong họ Selaginellaceae. Loài này được Underw. mô tả khoa học đầu tiên năm 1898.

## Hình ảnh

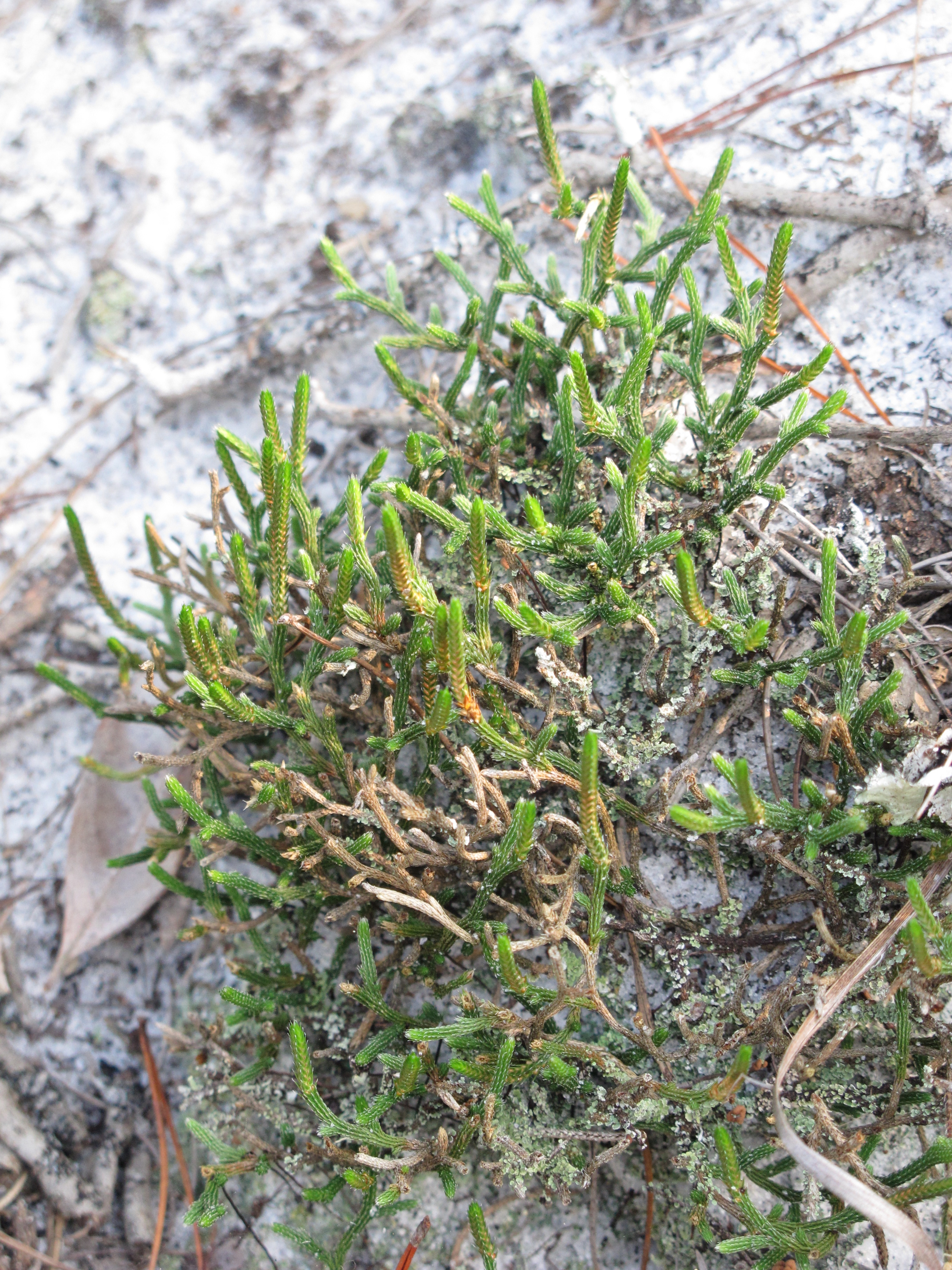
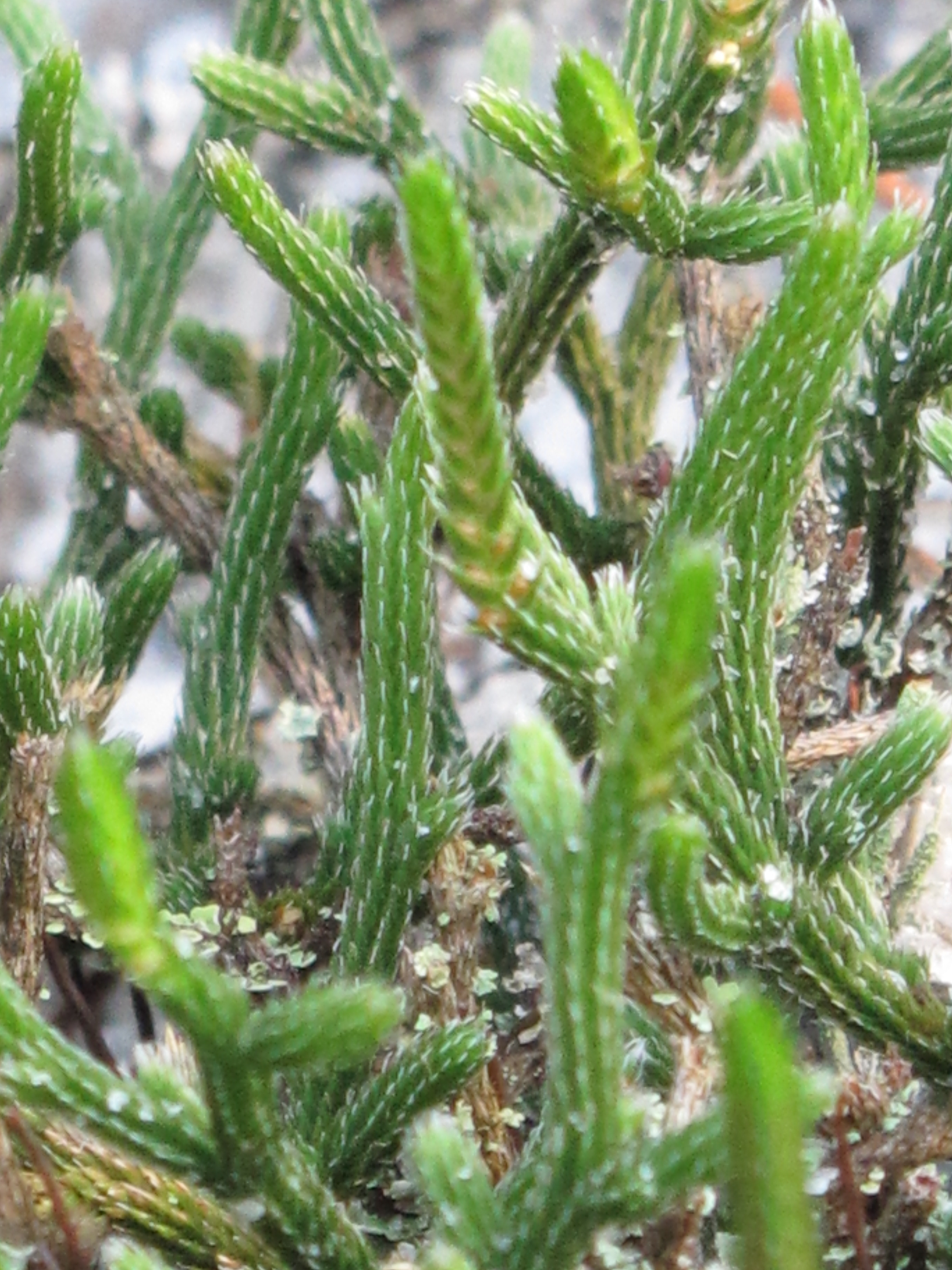
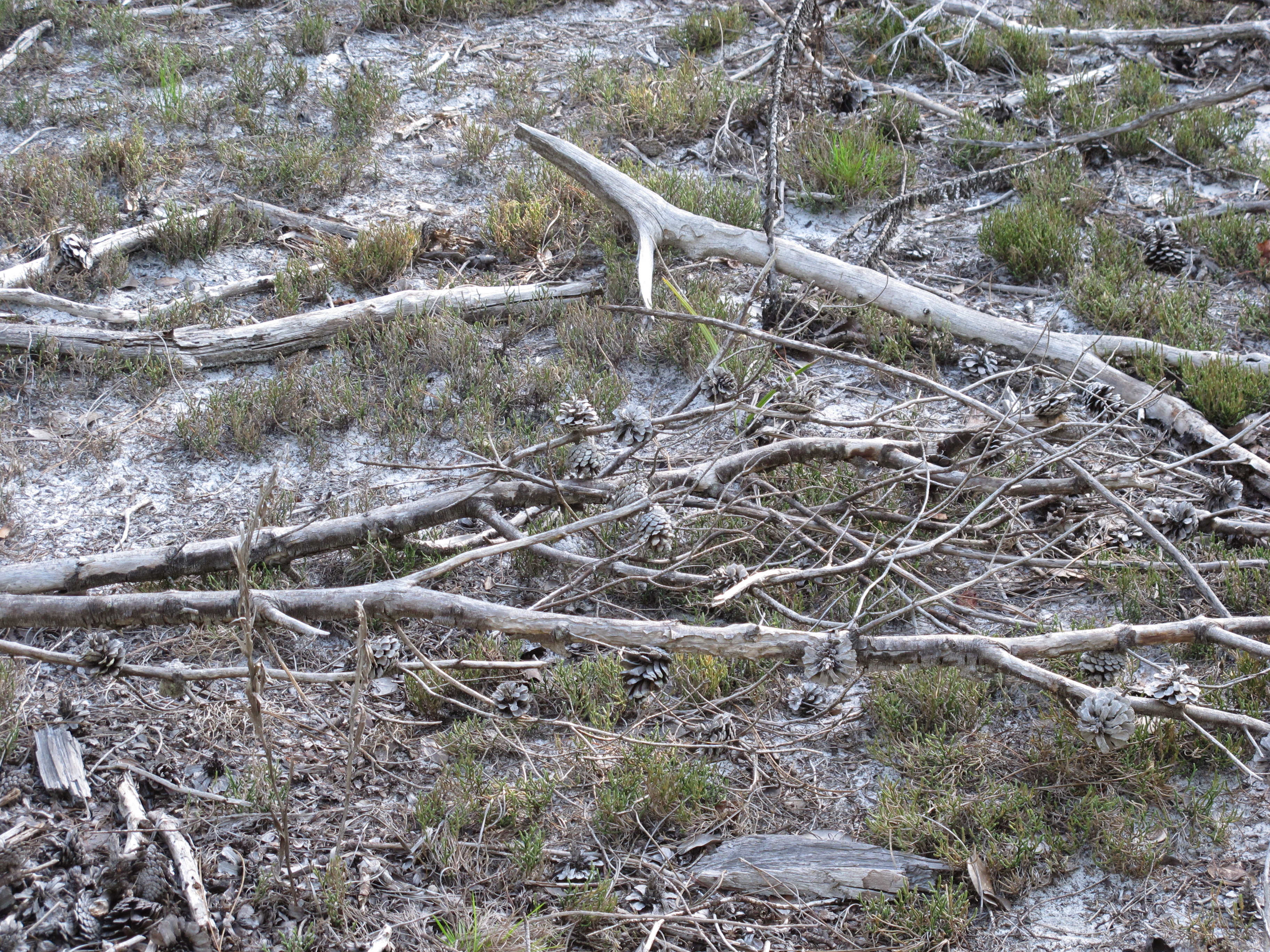
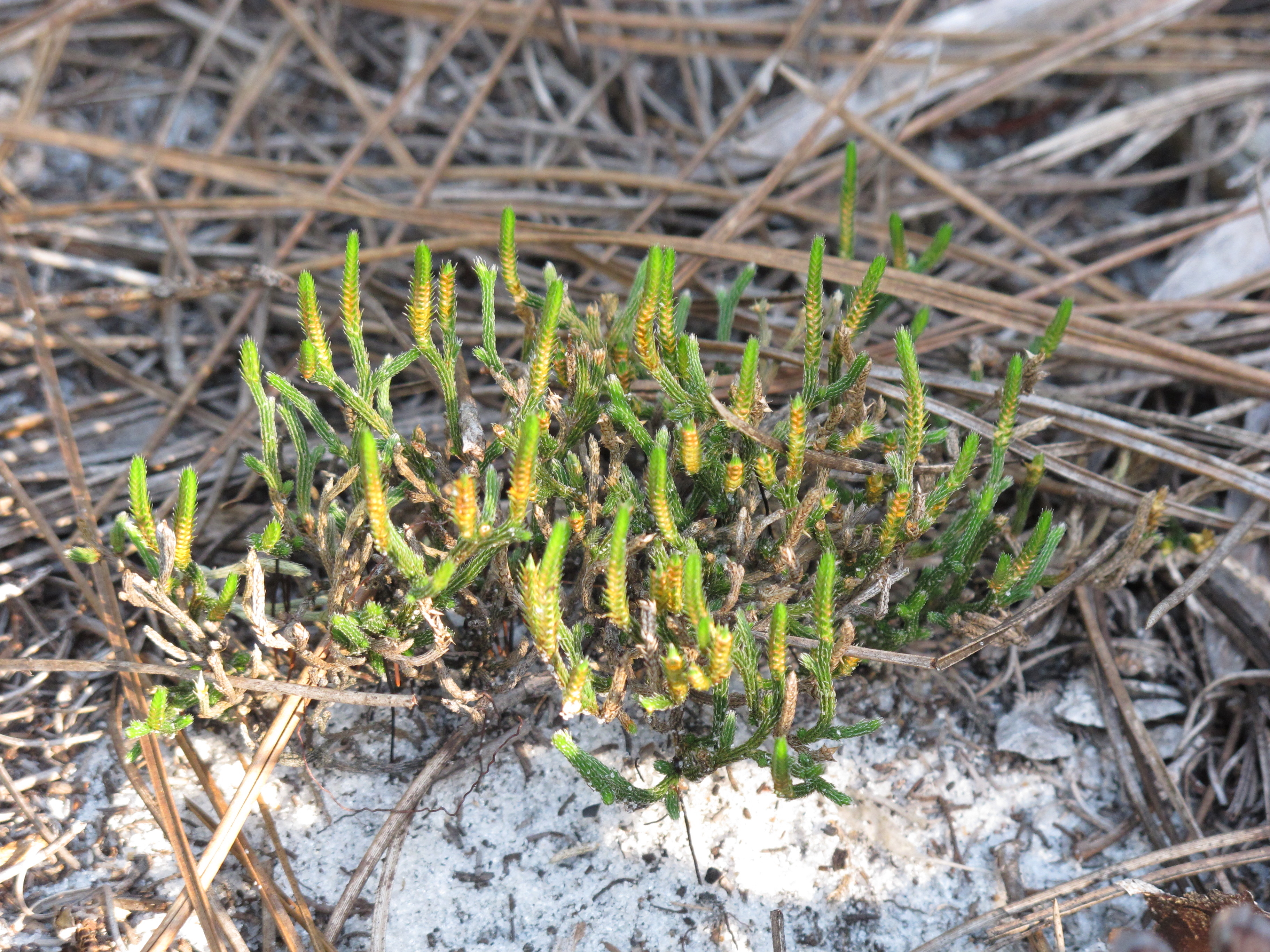